# Ripper von Magdeburg
Die mediale Bezeichnung Ripper von Magdeburg bezieht sich auf den Straftäter Peter A., der im Zeitraum von 1973 bis 1995 zwei bis vier Menschen getötet haben soll.

## Leben
Peter A. wurde am 12. Februar 1953 in Magdeburg geboren, wo er schon kurz nach der Geburt erstmals in ein Heim gegeben wurde und schließlich mit 14 Jahren in einen Jugendwerkhof kam.
Seine Eltern ließen sich früh scheiden. Zu seinem Stiefvater hatte er ein schlechtes Verhältnis. Im Jahr 1971 wurde er nach einer Messerattacke auf seinen Stiefvater verurteilt. Aufgrund einer Amnestie für Straftäter zum 23. Jahrestag der Gründung der DDR wurde er Anfang Oktober 1972 jedoch vorzeitig aus der Haft entlassen und bekam eine Arbeitsstelle als Elektroschweißer beim VEB Messgeräte- und Armaturenwerk „Karl Marx“ zugewiesen. Er war an Einbrüchen beteiligt, weshalb seine Freundin aus der gemeinsamen Wohnung auszog.
Nur kurze Zeit später wurden in der Nacht vom 23. auf den 24. Februar 1973 drei Menschen in einer Dachgeschosswohnung im Magdeburger Stadtteil Sudenburg von Nachbarn tot aufgefunden. Es handelte sich um die 23-jährige Wohnungsinhaberin Ingrid R., den 21-jährigen Frank L. und die 17-jährige Ilona J., Ex-Freundin von Peter A., die nun bei Ingrid lebte und von der Peter vermutete, sie habe eine Beziehung mit Frank. Peter A. wurde schnell als Täter verdächtigt, da ein weiterer Beteiligter der Feier, die zuvor in der Wohnung stattgefunden hatte, dessen auffälliges Verhalten schilderte. Er wurde daher bei Rückkehr in seine Wohnung verhaftet und gestand die Tat. Die gerichtsmedizinische Untersuchung ergab, dass der Täter insgesamt 144-mal mit einem Messer zugestochen haben musste. Zudem fand man seine in einer Mülltonne entsorgten Kleidungsstücke, die er in der Tatnacht getragen hatte, wohingegen die Tatwaffe nicht entdeckt wurde, die er angeblich auf dem Friedhof Buckau entsorgt hatte. Peter A. wurde nach einem sechstägigen Prozess am 11. Februar 1974 vom Bezirksgericht Magdeburg wegen dreifachen Mordes zum Tode verurteilt.
Nach der Verurteilung wurde er in die Justizvollzugsanstalt in Brandenburg an der Havel gebracht. Dort schrieb er mehrere Briefe an DDR-Staatschef Erich Honecker, um seine Todesstrafe doch noch abzuwenden. Er widerrief sein Geständnis und behauptete nun, lediglich Frank L. getötet zu haben, der zuvor die beiden Frauen umgebracht habe. Daraufhin wurde der Fall ab September 1974 auf Anweisung Honeckers, der gerade erst eine Anfrage der UNO bezüglich des Umganges mit Todesurteilen in der DDR erhalten hatte, von der Volkspolizei noch einmal neu aufgerollt und untersucht, wobei eine Beweislücke zum Vorschein kam. Es waren nur Blutspuren von Frank L. auf der Kleidung von Peter A. gefunden und sichergestellt worden, jedoch nicht Blutspuren der beiden getöteten Frauen Ilona und Ingrid. Der Fall wurde im November 1974 in einem Gerichtsverfahren neu verhandelt und die Todesstrafe wurde in lebenslange Haft umgewandelt. A. verbüßte seine Strafe weiterhin im Gefängnis in Brandenburg an der Havel. Die Angehörigen der drei Mordopfer erfuhren von der Änderung der Sachlage nichts. Ob Peter A. letztendlich nur einen oder doch drei Menschen getötet hatte, ist nicht abschließend geklärt.
Im Zuge der deutschen Wiedervereinigung wurde Peter A. im April 1991 nach 18 Jahren aus dem Gefängnis entlassen, da er nach bundesdeutschem Recht schon acht Jahre zu lange dafür verbüßt hatte. Er war zur Zeit der Tat noch keine 21 Jahre alt gewesen und deshalb als Heranwachsender zu behandeln. Nach der Freilassung lebte er in einer Kleinstadt in Brandenburg, wo er unter anderem als Hausmeister im Rotlichtmilieu arbeitete.
Am 19. März 1995 lernte er die 16-jährige Gymnasialschülerin Melanie J. in einer Bar kennen, nahm sie mit und brachte sie um. Da es Zeugen gab, die Peter A. mit ihr hatten wegfahren sehen, wandte sich die Mutter an die Polizei, die die Vermisstenmeldung an die Streifenwagen weitergab. Die Mutter des Opfers beauftragte zudem einen Privatdetektiv. Peter A. wurde nach einem konkreten Hinweis vom 27. März 1995 von der Polizei als Tatverdächtiger festgenommen und verhört, jedoch aus Mangel an Beweisen zunächst wieder freigelassen. Der Privatdetektiv, der Peter A. persönlich kannte, konnte ihn kurz darauf zu einem umfassenden Geständnis bewegen. Peter A. gestand die Tötung und nannte als Motiv Zurückweisung, weshalb er sie gewürgt und mit einer Glasflasche erschlagen habe. Er führte die Ermittler zu dem Leichnam in einem wenige Kilometer entfernten Schuppen des stillgelegten Braunkohlebunkers eines ehemaligen Militärobjekts. Ab dem 15. Dezember 1995 fand der Prozess vor einer Schwurgerichtskammer des Landgerichts Potsdam statt. Peter A. wurde wegen Totschlags zu 13 Jahren Haft verurteilt, die er in verschiedenen Gefängnissen vollständig absaß. Er wurde mehrfach therapiert und absolvierte zwei Berufsausbildungen.
Über seinen weiteren Verbleib wurden keine Informationen veröffentlicht.

## Mediale Rezeption
Erst durch die begleitende Berichterstattung über den Prozess im Jahr 1995 erhielt die Öffentlichkeit Informationen zur kriminellen Vergangenheit von Peter A. Zu DDR-Zeiten wurde über das damalige Verfahren nicht in den Medien berichtet.
Bernd Kaufholz nannte eines seiner Bücher Der Ripper von Magdeburg. Spektakuläre Kriminalfälle (Mitteldeutscher Verlag; 2001) und nahm den Fall auch unter diesem Titel in sein Buch Die spektakulärsten Kriminalfälle der DDR (Mitteldeutscher Verlag; 2019) mit auf. 
Die Fälle wurden im Jahr 2008 in einer 45-minütigen Folge der TV-Reihe Die großen Kriminalfälle behandelt. Zudem fand er Aufnahme in die Bücher Die gepfählte Frau. Authentische Mordfälle aus der DDR (Das Neue Berlin, 2013) von Wolfgang Swat und Serienmörder der DDR (Verlag Kirchschlager, 2018) von Hans Thiers. Im Jahr 2022 behandelte Philipp Fleiter die Fälle in der Folge 79 der Podcast-Reihe Verbrechen von nebenan: True Crime aus der Nachbarschaft eine Stunde lang.